# George Dixon (rögbijátékos)
George Martin Dixon (Vallejo, Kalifornia, 1901. április 10. –  San Francisco, Kalifornia, 1991. augusztus 23.) olimpiai bajnok amerikai         rögbijátékos.
Berkeley-ben, a  Kaliforniai Egyetem csapatában játszott rögbit. Az 1924. évi nyári olimpiai játékokon az amerikai rögbicsapattal olimpiai bajnok lett. Az egyetemen kosárlabdacsapat sztárjátékosa is volt.
Az olajiparban helyezkedett el, majd a második világháborúban a légierőnél pilótaként szolgált, majd leszerelés után magánpilóta lett.